# ブライアン・ウォルターズ
ブライアン・ウォルターズ（Brian Walters、1990年7月30日 - ）は、アメリカの男性タレント。俳優、司会者
神奈川県横須賀市出身。日本人とアメリカ人の間に生まれたハーフ。かつては日本でモデル活動をしていた。

## 略歴
- 2002年 - NHK教育『天才てれびくんシリーズ』にてれび戦士として2年間出演（ブライアン・ウォルターズ名義）[1]。
- 2008年 - 芸名をブライアンに改名。
- 2009年 - 演技の勉強のためニューヨークへ[1]。その後、アメリカでタレント活動を開始。

## 出演

### バラエティ
- 天才てれびくんシリーズ（NHK教育）てれび戦士
  - 天才てれびくんワイド（2002年 - 2003年）
  - 天才てれびくんMAX（2003年 - 2004年）

### テレビドラマ
- ブルーブラッド 〜NYPD家族の絆〜 シーズン1 第19話（2011年4月8日、CBS）
- ホルト･アンド･キャッチ･ファイア 制御不能な夢と野心 シーズン4 第1話（2017年、AMC）
- リーシーの物語 第1話（2021年6月4日、Apple TV）

### 映画
- Birth Day（2015年）
- インバトル（2020年）

## 書籍

### 雑誌連載
- メンズノンノ
- SMART
- GET ON!
- POPEYE
- Cool Trans
- ストリートジャック

## 備考
- 2003年「天才てれびくんＭＡＸ」の番組内で、ゲストで訪れたプロレスラーの所持するアイアンマンヘビーメタル級王座をレギュラーの山川恵里佳が獲り、その後ブライアンが山川から奪取したことで、正式に第94代王者となった[2]。